# Pascual Ortiz Rubio
Pascual Ortiz Rubio va néixer en Morelia, Michoacán, el 10 de març de 1877. Va ser president constitucional de 1930 a 1932. Va morir en la Ciutat de Mèxic el 4 de novembre de 1963.
Ortiz Pascual va cursar estudis a la Universitat de Sant Nicolás i els professionals d'enginyeria en la Ciutat de Mèxic. Va ser membre de la XXVI legislatura del Congrés de la Unió, durament el govern de Victoriano Huerta. També va ser governador de Michoacán des de 1917 fins que es va unir al Pla d'Agua Prieta el 1920. En 1921 sé va expatriar i després, durant la presidència de Plutarco Elías Calles, va representar a Mèxic a Alemanya i Brasil. I amb el suport de Plutarco Elías Calles, el 1929 es va convertir en el primer candidat del Partit Nacional Revolucionari a la presidència del país. Ja instal·lat en el poder va acceptar subordinar-se a l'autoritat política del Cap Màxim. I durant el seu govern, Mèxic va ingressar a la Societat de les Nacions el 1931 i els antics districtes Nord i Sud de Baixa Califòrnia es van elevar a la categoria de territoris. Encara que poc temps després va optar per renunciar a la meitat del seu govern i al setembre de 1932 va deixar el país.